# Från Köln till Kevlaar
Från Köln till Kevlaar är en kort svensk stumfilmsdokumentär från 1921 vilken visar bilder från Köln och Rhendalen.

## Om filmen
I samband med att av Ivan Hedqvists filmatisering av Heinrich Heines dikt "Vallfarten till Kevlar" delvis spelades in på plats i Tyskland passade filmens fotograf Ragnar Westfelt på att filma från de platser som besöktes. Detta material, vilket förutom byggnadsverk och landskapsbilder från Köln och Rhendalen även innehåller bilder på de årliga pilgrimstågen till vallfartsorten Kevelaer, sattes sedan samman till kortfilmen Från Köln till Kevlaar. Denna visades sedan som förfilm till Vallfarten till Kevlaar vid filmens stora premiär på Röda Kvarn i Stockholm den 9 maj 1921.